# Loxosceles francisca
Loxosceles francisca là một loài nhện trong họ Sicariidae.
Loài này thuộc chi Loxosceles. Loxosceles francisca được miêu tả năm 1983 bởi Gertsch & Ennik.